# Kisoro (district)
Le district de Kisoro est un district du sud-ouest de l'Ouganda. Il est frontalier de la République démocratique du Congo à l'ouest et du Rwanda au sud. Sa capitale est Kisoro (en).

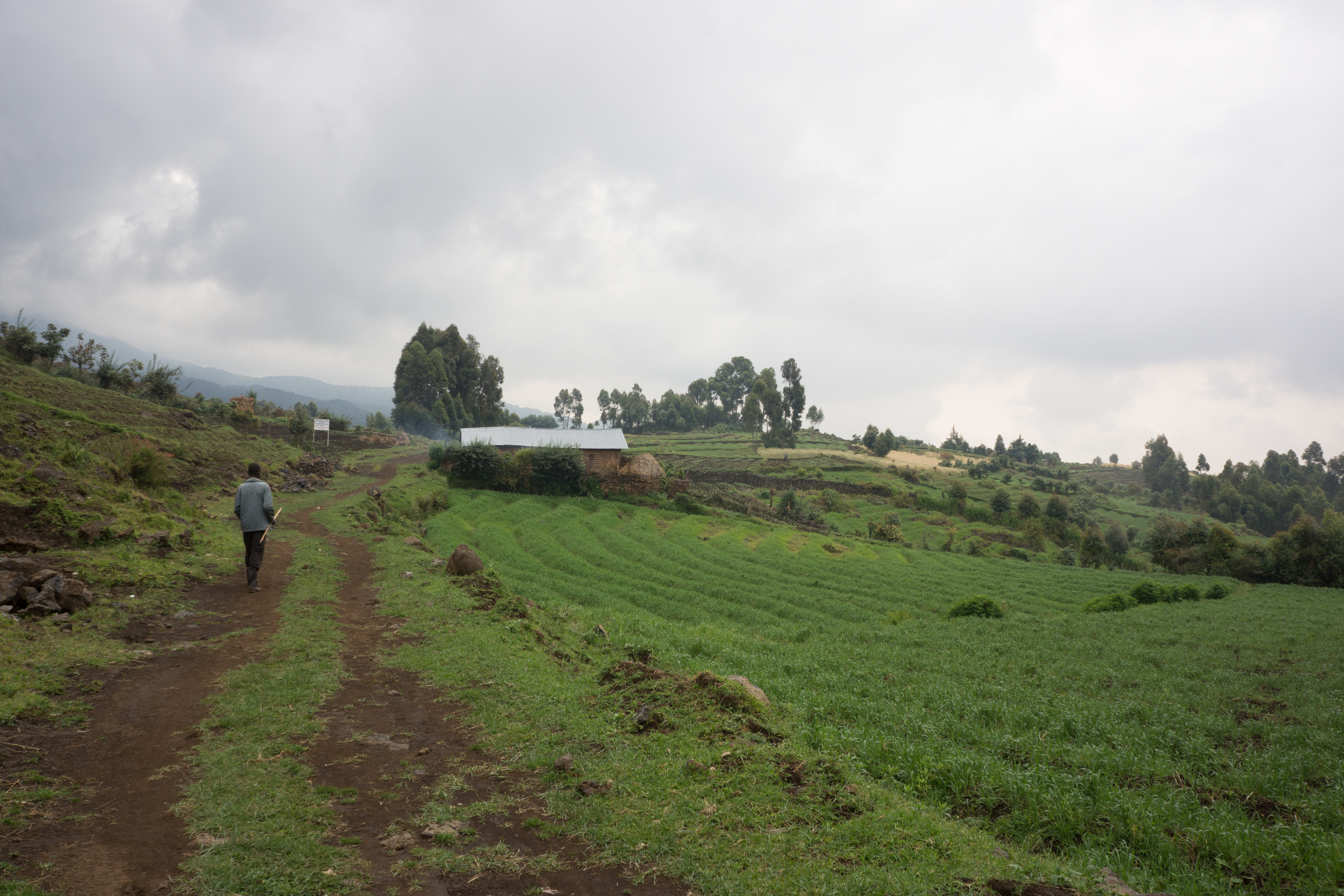
Un paysage du district (mars 2015).
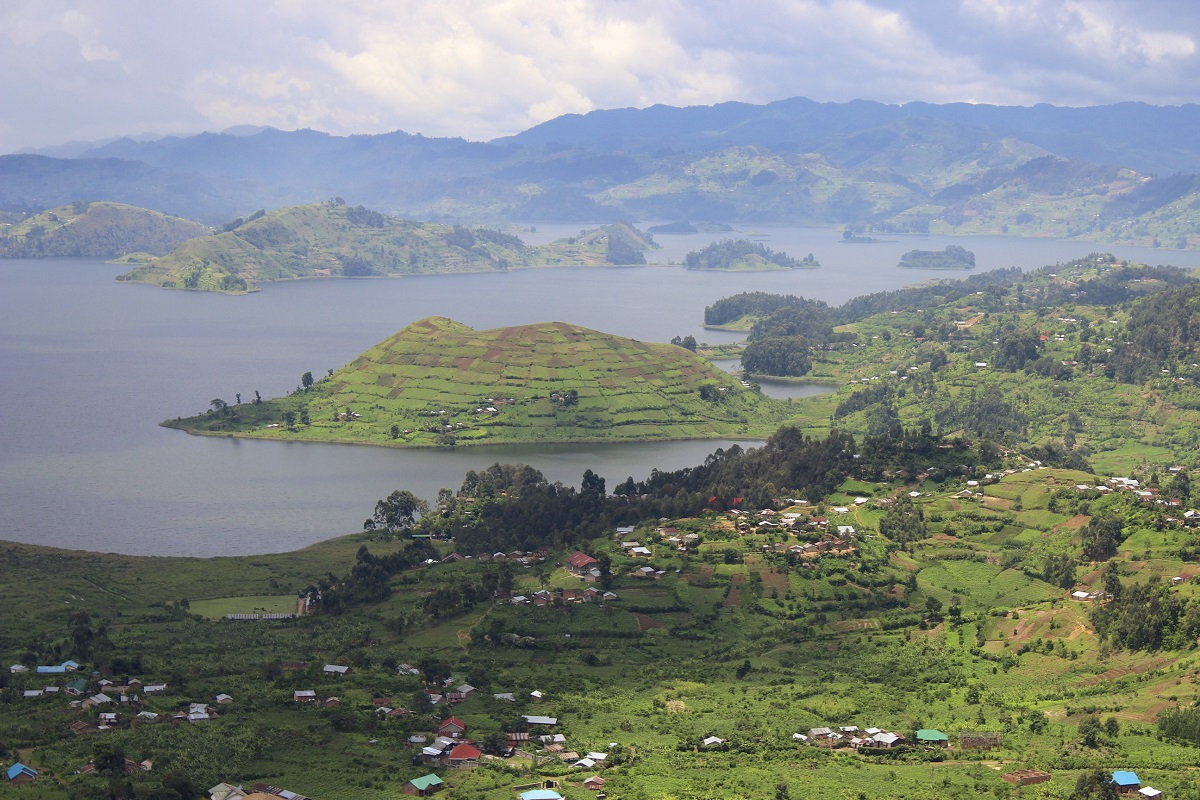
Vue du lac Mutanda (en), au centre du district.